# Élection présidentielle hongroise de 2012
L'élection présidentielle hongroise de 2012 (en hongrois : 2012-os magyar elnökválasztás) se tient le 2 mai 2012 à l'occasion de la convocation de l'Assemblée nationale pour l'élection du président de la République de Hongrie après la démission du chef de l'État sortant, Pál Schmitt, impliqué dans une affaire de plagiat. 
Le Fidesz, principal parti de la droite conservatrice et nationaliste, et son allié disposant de la majorité des deux-tiers à l'Assemblée nationale, son candidat János Áder est largement élu président de la République à l'issue d'un seul tour de scrutin, sans concurrent.

## Contexte
Le 29 juin 2010, le président de l'Assemblée nationale, Pál Schmitt, était élu président de la République de Hongrie par 263 voix contre 59 au diplomate András Balogh, soutenu par l'opposition socialiste. Fort du soutien du Fidesz, le parti du Premier ministre Viktor Orbán, auquel il appartenait, son élection n'était pas une surprise puisque son parti détenait la majorité des deux-tiers au Parlement depuis les élections législatives du mois d'avril précédent. Investi le 6 août suivant, Schmitt devenait le huitième président de la République de Hongrie, cinquième depuis la chute du communisme en 1989, et succédait, à la présidence, au juriste László Sólyom, lequel, bien que très respecté pour sa neutralité, ne voulait pas solliciter un second mandat présidentiel de cinq ans. 
Durant la législature, le gouvernement de Viktor Orbán a entrepris, conformément aux engagements pris durant la campagne des élections législatives de 2010, une série de réformes inscrites dans le sillage de la « révolution nationale » prônée par le chef du Fidesz ; le cas le plus symbolique réside dans l'adoption, par l'Assemblée nationale, d'une nouvelle loi fondamentale, très critiquée par l'Union européenne et le Conseil de l'Europe pour les valeurs très conservatrices qu'elle exposait dès son préambule,. D'autres réformes, également controversées, devaient placer la Hongrie en porte-à-faux vis-à-vis de l'Union européenne, sans que ne s'en soit ému le président Pál Schmitt, contrairement à son prédécesseur, très critique quant à l'action du gouvernement.
Le 2 avril 2012, pressé par des médias et toute l'opposition parlementaire, le président Schmitt annonce, devant le Parlement, sa démission : depuis plusieurs semaines, le chef de l'État état l'objet d'une vive contestation, car il était soupçonné d'avoir plagié des travaux universitaires pour la rédaction de sa propre thèse. Parce que « la loi fondamentale de la Hongrie, que j'ai moi-même signée, dit que le chef de l'État est le symbole de l'unité nationale [et que] mon cas personnel divise plus qu'il n'unit ma nation bien-aimée, j'estime que mon devoir est de me défaire de mon mandat présidentiel » a déclaré Schmitt devant le Parlement. 
Conformément à la Loi fondamentale, le président de l'Assemblée nationale, László Kövér, est appelé à assumer la continuité de l'État en tant que président de la République par intérim,,. C'est le vice-président vicaire de l'Assemblée, Sándor Lezsák, qui est, par conséquent, amené à présider la réunion des députés pour l'élection du nouveau chef de l'État.

## Collège électoral
Le président de la République est désigné par les membres de l'Assemblée nationale, dont la composition est issue des élections législatives des 11 et 25 avril 2010, alors remportées par la coalition de droite réunissant le Fidesz et le KDNP ; celle-ci détenant la majorité des sièges (263 sièges sur 386), l'élection de son candidat est tenue pour acquise.
L'opposition, disparate car s'étendant des socialistes et centristes à l'extrême droite, détient 119 sièges tandis que quatre députés sont présentés comme « indépendants ». 
| Parti politique | Parti politique | Électeurs |
| --------------- | --------------- | --------- |
|                 | Fidesz          | 227       |
|                 | KDNP            | 36        |
| Majorité        | Majorité        | 263       |
|                 | MSzP            | 58        |
|                 | Jobbik          | 46        |
|                 | LMP             | 15        |
| Opposition      | Opposition      | 119       |
|                 | Indépendants    | 4         |
| Total           | Total           | 386       |

## Campagne
Le Premier ministre, Viktor Orbán, qui soutenait le président avant de se joindre à l'opposition pour appeler à sa démission, décide de soutenir, pour la présidence de la République, la candidature de János Áder ; âgé de cinquante-deux ans, cet ancien président de l'Assemblée nationale, député européen en exercice, est l'un des fondateurs du Fidesz. Il est, en outre, considéré comme l'un des plus proches alliés de Orbán, ce que ne manque pas de relever la presse, qui compare Áder à Pál Schmitt, lui-même réputé complaisant à l'égard du chef du gouvernement auquel il doit toute sa carrière politique.
Dès lors, la candidature de János Áder est contestée par les socialistes et les centristes qui dénoncent la concentration des pouvoirs entre les mains du chef du gouvernement ; ils refusent de présenter un candidat pour protester contre un scrutin qu'il juge gagné d'avance par le candidat de la majorité parlementaire. 
De son côté, le Mouvement pour une meilleure Hongrie (Jobbik), soucieux de peser de tout son poids dans cette élection présidentielle, conteste le mode d'élection du chef de l'État, appelant à une modification de la loi fondamentale pour que celui-ci soit élu au suffrage universel direct. 
Alors que les spéculations faisaient de la députée européenne Krisztina Morvai une candidate potentielle pour l'extrême droite, le parti décide, le 4 avril 2012, de désigner l'ancien ministre de la Défense Lajos Für comme candidat à la présidence ; or, celui-ci indique immédiatement refuser cette nomination, ce qui conduit le Jobbik à refuser de présenter un autre candidat à cette élection.

## Résultats
|                          | János Áder               | Fidesz                   | 262      | 86,75    |  |  |  |  |
| Contre János Áder        | Contre János Áder        | Contre János Áder        | 40       | 13,25    |  |  |  |  |
|                          |                          |                          |          |          |  |  |  |  |
| Majorité requise         | Majorité requise         | Majorité requise         | 258 voix | 258 voix |  |  |  |  |
|                          |                          |                          |          |          |  |  |  |  |
| Votes valides            | Votes valides            | Votes valides            | 302      | 98,37    |  |  |  |  |
| Votes blancs et nuls     | Votes blancs et nuls     | Votes blancs et nuls     | 5        | 0,63     |  |  |  |  |
| Total                    | Total                    | Total                    | 307      | 100      |  |  |  |  |
| Abstentions              | Abstentions              | Abstentions              | 79       | 20,47    |  |  |  |  |
| Inscrits / participation | Inscrits / participation | Inscrits / participation | 386      | 79,53    |  |  |  |  |

## Conséquences
Élu dès le premier tour par une large majorité des suffrages exprimés, János Áder devient, à cinquante-deux ans, le plus jeune président élu de l'Histoire de la Hongrie. Cette élection, d'un point de vue politique, est un succès sans surprise pour Viktor Orbán, qui parvient, pour la deuxième fois en moins de deux ans, à placer l'un de ses fidèles à la tête de l'État, de surcroît à un poste essentiellement honorifique. 
L'opposition, de son côté, sort un peu plus affaiblie de cette élection présidentielle : elle n'a, non seulement, pas présenté de candidat, préférant voter contre le candidat de la coalition gouvernementale ou prendre le parti de l'abstention, mais elle n'a pas non plus influencé le scrutin, d'autant que le rapport de force à l'Assemblée nationale ne favorisait pas l'émergence d'une force d'opposition capable de contrarier l'élection de Áder. En fait, ce dernier recueille, à une voix près, le même résultat que son prédécesseur.
Le nouveau chef de l'État, qui a prêté serment juste après son élection, a été investi le 10 mai suivant pour un mandat de cinq ans.